# Beanzim
Beanzim   (7 de setembre de 1844 - Blida, 10 de desembre de 1906) és considerat l'onzè (sense comptar Adanuzam) arroçu (rei) del Regne de Dahomey (actual Benim). En pujar al tron, va canviar de nom per Condô (Kondo). Va succeir el seu pare, Glelê, i governà de 1889 a 1894. Fou el governant que va dirigir la resistència nacional durant la segona guerra de Dahomey.